# Список персонажей мультсериала «Губка Боб Квадратные Штаны»

Главные персонажи, слева направо — Гэри, Миссис Пафф, Сквидвард, Патрик, Губка Боб, Сэнди, Перл, Мистер Крабс, Планктон

Список персонажей мультсериала «Губка Боб Квадратные Штаны» описывает всех основных и второстепенных героев данного мультсериала, выпущенного американским телеканалом «Nickelodeon» 17 июля 1999 года. Также в список включены персонажи из полнометражных продолжений и спин-оффов сериала.

## Главные персонажи

### Губка Боб Квадратные Штаны (SpongeBob SquarePants)
Жёлтая антропоморфная морская губка, которая обычно носит коричневые короткие штаны, белую рубашку с воротником и красный галстук. Живёт в ананасовом доме и работает поваром в ресторане быстрого питания под названием «Красти Краб».  Он прилежно посещает лодочную школу миссис Пафф, но никогда не сдавал её; на протяжении всей серии он изо всех сил пытается сдать экзамены, но остаётся непреднамеренно безрассудным водителем лодки. Он безумно оптимистичен и полон энтузиазма по отношению к своей работе и своим друзьям. Интересы – ловля медуз, пускание мыльных пузырей, игры со своим лучшим другом Патриком и непреднамеренное раздражение своего соседа и коллеги по работе Сквидварда. Он впервые появился в эпизоде «Требуется помощник».

### Гэри Уилсон-младший (Gary the Snail)
Домашняя морская улитка Губки Боба, которая живёт в ананасовом доме и мяукает, как кошка.  Другие улитки и Губка Боб могут понимать его и разговаривать с ним. Изображённый как уравновешенный персонаж, Гэри часто служит голосом разума и фольгой для Губки Боба и решает проблемы, которые не может его хозяин. У него розовая ракушка, которая невероятно просторна внутри.

### Патрик Стар (Patrick Star)
Розовая морская звезда, которая живёт под камнем и носит шорты с цветами. Самая яркая черта его характера – крайне низкий интеллект. Лучший друг Губки Боба и часто бессознательно поощряет действия, которые приводят двоих к неприятностям. На протяжении всего мультсериала он безработный, но, как того требует сюжетная линия каждого эпизода, выполняет различные краткосрочные работы. Обычно он медлителен и лёгок в ходу, но иногда может становиться агрессивным, как настоящая морская звезда, а иногда совершает великие подвиги.

### Сквидвард Тентаклс (Squidward Tentacles)
Осьминог с большим носом, работает кассиром в ресторане «Красти Краб». Ближайший сосед Губки Боба с сухим, саркастическим чувством юмора. Его дом находится между домами Губки Боба и Патрика. Считает себя талантливым художником и музыкантом, но никто больше не признаёт его способности. Играет на кларнете и часто пишет автопортреты в разных стилях, которые развешивает вокруг своего жилого дома в форме моаи. Сквидвард часто выражает своё недовольство Губкой Бобом, но в глубине души он искренне заботится о нём. Это проявилось в виде внезапных признаний, когда Сквидвард оказался в ужасной ситуации.

### Юджин Гарольд «Мистер» Крабс (Mr. Eugene Krabs)
Красный краб, который живёт в доме в форме якоря со своей дочерью Перл, которая является кашалотом. Он не любит тратить деньги, но пойдёт на всё, чтобы сделать Перл счастливой. Владеет и управляет рестораном «Красти Краб», где работает Губка Боб. Он самодовольный, хитрый и одержимый ценностью и сущностью денег. Он склонен больше беспокоиться о своём богатстве, чем о потребностях своих сотрудников. После службы на флоте он любит парусный спорт, морские лачуги и разговаривает по-пиратски.

### Сандра «Сэнди» Чикс (Sandy Cheeks)
Белка из Техаса, которая живёт в наполненном воздухом стеклянном куполе и носит гидрокостюм, чтобы дышать под водой. Всякий раз, когда какие-либо морские существа входят в её дом, они должны носить водные шлемы, в ином случае они начинают высыхать. Сэнди работает учёной, исследовательницей и изобретательницей. Она чемпионка по родео и увлекается различными видами спорта, такими как сэндбординг и карате. Она говорит с южным растяжением и использует типичные южно-сленговые слова и фразы.

### Пенелопа «Миссис» Пафф (Mrs. Penelope Puff)
Рыба-ёж, учительница Губки Боба в школе управления катерами, учебном заведении для подводных водителей, где ученики управляют катерами, как автомобилями. Она носит матросский костюм, а её школа похожа на маяк. Губка Боб – самый преданный ученик миссис Пафф и знает ответы на все вопросы на её экзаменах, но всегда паникует и проваливает задания, когда на самом деле садится за руль. Она надувается как шар, когда она расстроена, напугана или травмирована. Она часто бывает задержана полицией, и, как правило, несёт ответственность за Губку Боба, когда он вызывает разрушение вокруг Бикини Боттома во время занятий или экзаменов.

### Перл Крабс (Pearl Krabs)
Кашалот-подросток и дочь мистера Крабса. Хочет соответствовать своим сверстникам-рыбам, но считает это невозможным из-за большого размера, присущего её виду. Она унаследует Красти Краб от её отца, когда вырастет, но всё ещё учится в старшей школе и ещё не работает в семейном бизнесе. Интересы – работа в торговом центре Бикини-Боттом, использование кредитной карты отца для покупки чего-нибудь стильного и прослушивание поп-музыки.

### Шелдон Джей Планктон (Sheldon James Plankton)
Одноглазый организм из газа (копепод). Является главным антагонистом сериала. Владелец ресторана «Помойное ведро» (англ. Chum Bucket), стилизованного под железную урну и абсолютно не пользующегося спросом из-за отвратительной еды. У Планктона завышенная самооценка, но при этом он страдает комплексом неполноценности. На протяжении нескольких лет пытается украсть секретный рецепт крабсбургера, но безуспешно, что и является причиной давней вражды с бывшим другом и однокурсником Юджином Крабсом. Почти всех родственников Планктона проглотил кит, с тех пор Планктон панически боится китообразных, в том числе и Перл. По мнению родителей, должен был стать офисным работником или деловым администратором.
В студенческие годы дружил с Крабсом. Ныне живёт в «Помойном ведре» со своей компьютерной женой Карен. Часто попадает в тюрьму, где даже стал  авторитетом. Мечтает стать гигантом и захватить весь подводный мир. Атомные испытания в атолле Бикини в сериале объясняются именно проделками Планктона. В серии «Армия Планктона» собирает армию себе подобных и штурмует «Красти Краб». А в полнометражном фильме наконец узнаёт формулу крабсбургеров! Если он и побеждает мистера Крабса, его всегда останавливает Губка Боб.

### Карен Планктон (Karen Plankton)
Компьютерная жена Планктона. Обладает многими человеческими свойствами: разговаривает, готовит еду, выражает разные эмоции, чем сильно отличается от обычного робота или компьютера. Многие идеи для кражи секретного рецепта крабсбургера принадлежат именно ей, хотя Планктон нередко присваивает их себе, за что Карен обижается на мужа.
Технические данные
- Память Карен равна 256 ГБ.
- У Карен есть программа под названием П.Э.В.Т. (Программа Экстренного Вмешательства Тёщи). Когда с Карен что-нибудь случается, эта программа автоматически загружается в виде тёщи Планктона, которая недолюбливает зятя.
- В Карен встроено оружие-лазер, которое впервые демонстрируется в серии «Породниться с врагом».
- Несмотря на то, что Карен — обыкновенный стационарный компьютер, она способна плакать, смеяться и выражать другие чувства.
- Как выясняется во втором полнометражном фильме, силы её процессора достаточно для того, чтобы путешествовать во времени.

## Второстепенные персонажи

### Морской Супермен и Очкарик (Mermaid Man and Barnacle Boy)
Два пожилых супергероя, которые живут в доме престарелых и являются звёздами любимого телешоу Губки Боба и Патрика. Морской Супермен известен тем, что полностью забывает о вещах и постоянно кричит «ЗЛО!», когда он слышит слово, Очкарик кажется умнее, рассудительнее и раздражительнее из них двоих. В эпизоде «Водяной марафон» подтверждает, что их имена – Эрни и Тим, отсылка к именам их соответствующих актёров озвучивания. Художница Рамона Фрейдон нарисовала комиксы о приключениях этих персонажей. После смерти Боргнайна в 2012 году и Конуэя в 2019 году оба персонажа были ограничены появлениями камео.

### Ларри Лобстер (Larry the Lobster)
Лобстер-спасатель, бодибилдер и фанатик тренировок, который поднимает тяжести. Впервые он появился в эпизоде «Порванные штаны» и появляется снова в спин-оффе «Лагерь „Коралл“. Детство Губки Боба».

### Летучий Голландец (Flying Dutchman)
Призрак пирата зелёного цвета с призрачного корабля «Летучий голландец», но в некоторых сериях показан жителем подземного мира. Любит пугать жителей Бикини-Боттома, в серии «Невольники призрака» похищал Губку Боба, Патрика и Сквидварда. Имеет некоторые личные счёты с мистером Крабсом (в одной из серии было показано что Голландец хотел запихнуть в ящик Дэйви Джонса с кучей вонючих носков, чтобы Крабс сильно захотел измениться. Но в конце он вновь стал самим собой).

### Сквильям Фенсисон (Squilliam Fancyson)
Осьминог, заклятый враг Сквидварда. Внешне они похожи как две капли воды, но у Сквильяма совсем другой характер: он насмешлив и хитёр в отличие от Сквидварда. У Сквильяма есть большая монобровь, символизирующая его благородное происхождение. Весьма талантлив, миллиардер, большую часть своего капитала, вероятно, заработал недобросовестным трудом. Будучи намного успешнее кузена, является постоянным объектом зависти Сквидварда. Несмотря на свой талант, тем не менее, как и сам Сквидвард, обладает массой отрицательных качеств, таких как нарциссизм, гордыня и самовлюблённость. Для него главная цель в жизни — похвастаться своей успешностью и славой и поиздеваться над неудачами и непопулярностью Сквидварда. Чтобы восстановить справедливость, Губка Боб помогает Сквидварду обыграть Сквильяма и дать тому почувствовать себя неудачником.

### Морской Злодей (Man Ray)
Пародия на главного врага Аквамена Черную Манту, заклятый враг Морского Супермена и Очкарика. Будучи одним из антагонистов, нередко противостоит и их протеже Губке Бобу. В серии «Морской Супермен и Очкарик 3» пытался стать хорошим и был на пути к исправлению, но скверный характер взял своё. Морской Злодей очень любит крабсбургеры, как и весь Бикини Боттом. Это можно увидеть в серии «Укрощение морского супер-злодея». На данный момент он не особо занимается злодейством, но несмотря на это все до сих пор его жутко боятся.

### Грязный Пузырь (Dirty Bubble)
Суперзлодей подводного мира, один из врагов Морского Супермена и Очкарика. Очень противный и злой пузырь коричневого цвета, имеющий привычку смеяться злорадным смехом. «Любимый» злодей Губки Боба. Но без грязи он становится чистым, прозрачным и хорошим пузырём. В серии "Возвращение Грязного Пузыря" Грязный пузырь придумывает себе сокращение имени ГП, что бы Губка Боб не догадался о его прошлом.

### Баббл Бас (Bubble Bass)
Морской окунь, страдающий от плохого зрения и ожирения. Будучи ресторанным критиком, имеет скверный характер. Хамоват, труслив, немного лжив, никогда не обращает внимания на других. В первую их встречу Баббл Бас унизил Губку, спрятав под языком пикули из крабсбургера, и довел его до состояния, когда он не мог вспомнить последовательность приготовления крабсбургера и потерял уверенность в себе.
Баббл Бас очень любит коллекционировать игрушки супергероев. Первым его другом стал Патрик.

### КорольНептун(King Neptune)
Владыка Морского королевства, имеющий высшую силу в Бикини-Боттоме. Появляется в эпизодах «Лопатка Нептуна», «Спанч Боб против крабсбургероделки», «Стычка с Тритоном», «Здравствуй, Бикини-Боттом», «Трезубцевая трагедия» и в полнометражном мультфильме «Губка Боб Квадратные Штаны». Имеет сына Тритона, дочку Минди и жену Амфитриту. Стал тем из-за кого начались проблемы в новом полнометражном мультфильме «Губка Боб в бегах».

### Старик Дженкинс (Old Man Jenkins)
Пожилая рыба. Жил в ресторане «Красти Краб», прежде чем он стал рестораном, и в настоящее время проживает в Теневом Мелководье. Постоянно попадает в нелепые ситуации. Его внешний вид постоянно меняется. Был антагонистом в серии «Летающая губка», считая, что от летающих аппаратов один вред.

### Комментатор рыбья голова (Commentator Fish Head)
Рыба-диктор и ведущий новостей, напоминающая вырезку из живого тунца. Он появляется во вступительной песне мультсериала. В мультсериале и в других СМИ ему давали разные имена; Мистер Рыба в блоке «SpongeBob's Nicktoon Summer Splash», Элейн в эпизоде «Великое ограбление в поезде», Джонни в видеоиграх SpongeBob SquarePants: Battle for Bikini Bottom и SpongeBob SquarePants: Battle for Bikini Bottom — Rehydrated.

### Фред (Fred)
Зелёно-коричневая рыба (иногда фиолетовая или голубая). Он первый персонаж, появившийся на заднем плане во всём мультсериале. Больше всего известен благодаря фразе «Моя нога!», которую он выкрикивает при различных ситуациях. В большинстве эпизодов он появляется как зелёно-коричневая рыба со светло-коричневыми плавниками и чёрными зрачками. Он носит коричневые штаны с чёрным ремнём и золотой пряжкой. Фиолетовая версия Фреда появляется в эпизоде «Летающая губка», а голубая — в нескольких других (например, в эпизоде «Чем-то пахнет»). Его первое появление совершилось в эпизоде «Подводный пылесос». Однако он был едва замечен, поскольку находился в лодке. Чаще всего он замечен обедающим в «Красти Крабе». Он был одним из двух первых персонажей, которые появились на фоне; Гэри был вторым. Он знаменит благодаря своей коронной фразе «Моя нога!», которую он выкрикивает во время чрезвычайных ситуаций. Впервые он выкрикивает её в эпизоде «Школа вождения катеров». Видно, как он кричит эту фразу в серии «Карамба!», когда мистер Крабс выпинывает его из «Красти Краба». В эпизоде «Чем-то пахнет» он голубого цвета. Он также знаменит благодаря фразе «DEUUEAUGH!», которая стала популярным Интернет-мемом. Одно из его самых заметных появлений было в серии «Охотник на медуз». Он поёт песню «Hey All You People» после того, как попробовал крабсбургер с желе медуз. В серии «Друг для Гэри» Фред покупает своему сыну Монрой Тимми пушистого друга. Есть серия, которую посвятили Фреду, — «Моя нога!».

## Другие персонажи
- Баббл Бади (англ. Bubble Buddy) — антропоморфный пузырь, надутый Губкой Бобом в одноимённом эпизоде. Его очевидная неодушевлённость раздражает других жителей Бикини-Боттом, но позже выясняется, что он был разумным существом, прежде чем покинуть город в пузыре в форме такси.
- Пуши Обнимаш (англ. Cuddle E. Hugs) — гигантский пушистый хомяк. Любит обниматься. Его видят те, кто съел «волшебный крабсбургер», который на самом деле тухлый. Пропадает после сна. Всегда голодный
- Котёнок Кенни (англ. Kenny the Cat) — кот серого цвета. Такое же млекопитающее, как и Сэнди. Живёт под водой 20 лет без скафандра. И все считали, что он задерживает дыхание целых 20 лет. Но потом оказалось, что он лгун. И на самом деле он просто носил с собой кислородную маску, и примерно каждую минуту он вдыхает оттуда воздух. Не носит одежду.
- РобоКрабс (англ. Robot Krabs) — робот в виде мистера Крабса, созданный Планктоном, который им и управляет. Был создан для кражи формулы крабсбургера. Может стрелять лазером из глаз и трансформироваться в тостер. Из пояса может выдвинуть микрофон, и через тот же пояс можно самоуничтожиться за монетку. Также через пояс может «кушать». Полностью состоит из железа, перемещается на колёсиках, сзади есть выхлопная труба, глаза могут светиться. Вместо рта — стекло, чтобы Планктон мог видеть через него, сидя внутри. Также встроен голос, который сообщает Планктону о чём-либо (возможно это Карен). Появление: «Крабс-подделка».
- Компьютерный Вирус (англ. Virus) — формой напоминает морского ежа красного цвета с глазами и хвостом. Всегда голодный. Питается в основном процессором компьютера либо его памятью. Чуть не уничтожил Карен. Появление: «Вирус Карен».
- Планктон, вер. Карен (англ. Ideal Plankton) — Планктон по версии Карен — мускулистый, храбрый, отважный и смелый. Живёт внутри Карен и защищает её от вирусов и других нежелательных гостей. Появление: «Вирус Карен».
- Мистер Крабс, вер. Карен (англ. Money Krabs) — мистер Крабс по версии Карен — в синем костюме и монокле, злой. Живёт внутри Карен. Появление: «Вирус Карен».
- Сквидвард, вер. Карен (англ. Gnarly Squid) — Сквидвард по версии Карен формой похож на мозг синего цвета. Беспомощный и глупый. Живёт внутри Карен. Появление: «Вирус Карен».
- Губка Боб, вер. Карен (англ. Off Model SpongeBob) — Губка Боб по версии Карен — прямоугольный, немного плоский, похож на рыбу (глаза по бокам, а рот впереди). Живёт внутри Карен. Появление: «Вирус Карен».
- Отебешто Стово (англ. What Zit Tooya) — рыба средних лет. Последний клиент «Красти Краба», чьё имя должны узнать Губка Боб и Сквидвард, чтобы выиграть приз в конкурсе мистера Крабса. Его имя созвучно с фразой «А тебе что с того?», что вводит Сквидварда в ступор. Сквидвард крадёт у него бумажник, за что его сажают в тюрьму. Позже Отебешто Стово появляется на «похоронах» Планктона в эпизоде «Призрак Планктона» и топчет его.
- Снежный краб (англ. Yeti Krabs) — краб, которым мистер Крабс пугает Скидварда, говоря, что он пожирает ленивых работников. Но ложь оказалась правдивой, и снежный краб, придя в «Красти Краб», чуть не съел Губку Боба, Сквидварда и Крабса. Однако Боб понял, что снежный краб просто голодный, и дал ему отведать крабсбургеров. После этого снежный краб их отпускает.
- Джим (англ. Jim) — бывший шеф-повар ресторана «Красти Краб», как было показано в эпизоде «Первый шеф-повар». О его кулинарии ходят легенды во всему Бикини-Боттому, и он показал себя даже лучшим поваром, чем Губка Боб. Джим покинул ресторан после того, как мистер Крабс отказался предоставить ему более высокую зарплату.
- Грязевик (англ. Filthy Muck) — субстанция из мусора, обитающая на свалке. Все части тела состоят из мусора, кроме глаз: они у него точь-в-точь как у Патрика. Также его тело формой морской звезды. Имеет силовое поле, которое не подпускает никого, кроме тех, кто тоже обмазан грязью. Может в любой момент «собраться» из мусора. Немой. Умеет летать. Появление: «Баллада о Грязевике».
- Сквидозавр Рекс (англ. Squidasaurus Rex) — динозавр-кальмар. Похож на Сквидварда. Патрик перенёс его с прошлого в настоящее с помощью машины времени. Короткие руки (лапы), как и у тираннозавров. Появление: «Губка Боб в 3D».
- Морской медведь (англ. Sea bear) — большая рыба с головой медведя. В походе его привлекают множество способов, такие как плохая игра на кларнете или топтание на месте. Спастись от его атаки можно, лишь нарисовав круг против него. Атаки морских медведей привлекают внимание морских носорогов, против которых поможет лишь специальное нижнее бельё. Сквидвард не верил в рассказы Боба и Патрика про морского медведя и делал всё, чтобы его призвать; но когда морской медведь приплыл, то начал атаковать Сквидварда всё сильнее. Морские медведи появляются ещё в нескольких эпизодах. Появление: «Поход».
- Джек Кахуна Лагуна (англ. Jack Kahuna Laguna), он же Джей Кей Эл — легендарный человекоподобный сёрфер, живущий вдали от Бикини Боттом на необитаемом острове. Он учит Губку Боба, Патрика и Сквидварда сёрфингу, чтобы они могли вернуться домой. Он спасает мистера Крабса от Большой Волны и пожертвовал собой, чтобы спасти кассу. Но всё же ему удаётся выжить, и он танцует со всеми. Появление: «Губка Боб Квадратные Штаны и Большая Волна».
- Таттлитл Стрэнглер (англ. Tattletale Strangler) — рыба-преступник. Он задержан за то, что неоднократно кого-то душил, и обещает задушить Губку Боба, когда тот его сдаёт полиции. Он сбегает из тюрьмы и притворяется телохранителем, чтобы втереться в доверие к Губке Бобу, но поведение его потенциальной жертвы становится настолько невыносимым, что он предпочёл бы вернуться в тюрьму. Появление: «Спанч Боб и маньяк-душитель».
- Камбала Флэтс (англ. Flats the Flounder) — зелёная камбала. Наиболее главную роль играет в серии «Бычок», где он приходит в школу вождения миссис Пафф и на протяжении всей серии хочет побить Губку Боба без особой причины. Впоследствии, Флэтс бьёт Губку Боба, но его удары не причиняют ему боли, и камбала падает от усталости. Появление: «Ракета Сэнди».
- Злой Джек (англ. Angry Jack) — владелец магазина «Империя ракушек Злого Джека». Сначала он притворяется злым, отыгрывая роль для рекламы своего магазина, но затем злится по-настоящему, когда Губка Боб случайно разбивает весь товар в магазине. Появление: «Ракушечная катастрофа».

### Семейные связи персонажей
- Маргарет и Гарольд Квадратные Штаны (англ. Harold and Margaret SquarePants) — родители Губки Боба, которые больше напоминают круглые морские губки, чем Губка Боб. Гарольд смуглый, с очками и усами, а Маргарет – тёмно-оранжевого цвета. Кажется, они живут за пределами Бикини-Боттома, но всё же время от времени навещают их сына. Они гордятся Губкой Бобом, но смущены тем, что у него до сих пор нет водительского удостоверения.
- Бабушка Квадратные Штаны (англ. Grandma SquarePants) — бабушка по отцовской линии Губки Боба. Она балует её внука всякий раз, когда он приходит к ней домой за печеньем, молоком, свитерами и сказками на ночь, даже если это может смутить Губку Боба[19].
- Миссис Тентаклс (англ. Mrs. Tentacles) — осьминог. Пожилая женщина и мать Сквидварда. Всегда ходит в очках. Живёт в розовом доме в форме головы осьминога.
- Бабушка Тентаклс (англ. Grandma Tentacles) — осьминог. Пожилая женщина и бабушка Сквидварда по отцу. В серии «Гниль Фрикасе» можно узнать, что у неё был рецепт приготовления собственного блюда «Гниль Фрикасе».
- Бетси «Миссис» Крабс (англ. Betsy Krabs) — мать мистера Крабса. Живёт в розовом доме в форме якоря. Ходит в розовом платье, а также в очках. Любит своего сына, но бывает слегка капризной и властной. В серии «Матросское словцо» казалось что, она произнесла плохое слово, но оказалось, что это не так.
- Виктор Крабс (англ. Victor Krabs) — покойный отец мистера Крабса и муж миссис Крабс. Подарил сыну купюру, равную 1 доллару, которую мистер Крабс считал лучшим другом. Также он повесил этот доллар на стену в рамке. В одной из серий упоминается, что Виктор умер после 1980 года, но в серии «Скидка для престарелых» он появляется живым.
- Рыжебород Крабс (англ. Redbeard Krabs) — дедушка мистера Крабса и отец Виктора Крабса. Старый пират (вероятно родился в конце XIX века). Обучал своего внука пиратству, когда он был ещё младенцем. Через много лет Юджин вырос, нанял команду и грабил мертвецов, как дедушка; но сокровищ ему не доставалось, и он решил уволить команду, продал свой корабль и через много лет открыл «Красти Краб»; но Рыжебород всё ещё думает, что его внук — всё ещё пират. Его цитаты: «Пират никогда не лжёт», «Я чуял много запахов, но ничто не воняет хуже, чем ложь!». В серии «Дедушка-пират» он написал мистеру Крабсу письмо о том, что он его навестит. Мистер Крабс испугался, ведь если он придёт, то его дедушка поймёт, что он не пират, и будет огорчён. Мистер Крабс, Губка Боб, Патрик и Сквидвард оделись  в костюмы пиратов и превратили «Красти Краб» в пиратский корабль. Ему удалось на некоторое время убедить дедушку, что он пират, но в конце серии был разоблачён. Однако посмотря на цены ресторана его не смутило то, что его внук — владелец закусочной; ему это даже понравилось, он посчитал это настоящим воровством и пиратством, в конце серии он ушёл, взяв часть сбережений своего внука.
- Лили Планктон (англ. Lily Plankton) — бабушка Планктона, лежащая в больнице. Такая же злая, как и внук. Тоже хочет выкрасть формулу крабсбургера. Недолюбливает своего внука и разочаровывается в том, что он не может выкрасть формулу. Носит парик, очки, платье, вставную челюсть и сумку.